# The Affair
The Affair é uma série de televisão norte-americana criada por Sarah Treem e Hagai Levi. A série estreou no canal Showtime em 12 de outubro de 2014. Antes da estreia, o episódio piloto foi disponibilizado na internet através do Youtube, SHO.com e em diversos serviços de Video-On-Demand. A 10 de novembro de 2014, o Showtime renovou a série para uma segunda temporada de 12 episódios que estreou em outubro de 2015.
A série venceu o Globo de Ouro de Melhor Série Dramática na 72ª edição dos prémios.
Em Portugal a série foi transmitida pelo canal TVSéries.

## Sinopse
The Affair explora os efeitos emocionais de uma relação extra-conjugal entre Noah Solloway e Alison Bailey depois de se conhecerem na vila costeira de Montauk em Long Island. Noah é um professor em Nova Iorque e ex-aluno da Williams College que conseguiu publicar um romance e está a ter dificuldades a escrever o segundo. Tem um casamento feliz e quatro filhos, mas ressente o facto de estar dependente do dinheiro do seu sogro rico. Alison é uma jovem empregada de mesa que está a tentar juntar os cacos da sua vida e do seu casamento após a morte do seu filho. A história do caso é contada separadamente e as memórias mudam consoante às perspetivas.

## Elenco

### Principal
- Dominic West - Noah Solloway
- Ruth Wilson - Alison Bailey
- Maura Tierney - Helen Solloway
- Joshua Jackson - Cole Lockhart
- Julia Goldani Telles - Whitney Solloway
- Jake Siciliano - Martin Solloway
- Jadon Sand - Trevor Solloway
- Leya Catlett - Stacey Solloway

### Recorrente
- Victor Williams - Detective Jeffries
- John Doman - Bruce Butler, pai de Helen
- Kathleen Chalfant - Margaret, mãe de Helen
- Mare Winningham - Cherry, mãe de Cole
- Colin Donnell - Scotty Lockhart, irmão de Cole
- Danny Fischer - Hal, irmão de Cole
- Michael Godere - Caleb, irmão de Cole
- Kaija Matiss - Mary-Kate, Hal's wife
- Lynn Cohen - avó de Alison
- Deirdre O'Connell - Athena, mãe de Alison
- Josh Stamberg - Max, melhor amigo de Noah
- Nicolette Robinson - Jane, empregada de mesa no The Lobster Roll
- Darren Goldstein - Oscar, dono do The Lobster Roll
- Stephen Kunken - Harry, um editor

## Produção
O Showtime anunciou, a 8 de fevereiro de 2013, que tinha encomendado um episódio piloto para The Affair. O canal encomendou 10 episódios da série a 16 de janeiro de 2014. 

## Episódios e audiências
Os episódios de The Affair não têm títulos, são apenas identificados por números (de 1 até 10). O primeiro episódio foi visto por cerca de 507 000 pessoas e, ao longo da sua transmissão, a audiência foi aumentando e o 10º episódio foi visto por 951 000 pessoas.

## Recepção

### Crítica
A série foi bastante elogiada pela crítica. No site Rotten Tomatoes conseguiu uma classificação de 94% com base em 50 críticas e cada episódio tem uma classificação média de 8.5/10. O consenso neste site diz: "Graças a uma forma inteligente e criativa de contar a história e às interpretações espetaculares dos seus atores, The Affair é uma análise sombria e cativante da verdade e do desejo". No site Metacritic, a série tem uma classificação de 85% com base em 28 críticas, o que significa que foi elogiada de uma forma geral.

### Prémios
The Affair foi nomeada para as categorias de Melhor Ator Numa Série Dramática (Dominic West), Melhor Atriz Numa Série Dramática (Ruth Wilson) e Melhor Série Dramática na 72ª edição dos Globos de Ouro, tendo vencido as duas últimas. Foi ainda nomeada para Melhor Atriz Numa Série Dramática e Melhor Série Dramática nos Satellite Awards e para Melhor Nova Série nos Writers Guild of America Awards.